# Kwame Anthony Appiah
Kwame Anthony Appiah (Londres, Reino Unido, 1954) es un filósofo anglo-ghanés, especializado en estudios culturales y literarios sobre temas africanos y afroamericanos. Actualmente es profesor en la Universidad de Princeton.

## Biografía
Nacido en Londres, donde su padre, originario de Ghana, estudiaba leyes, K. A. Appiah pasó su infancia en Kumasi, Ghana, y recibió su educación como interno en Bryanston School y, luego, en Clare College, en Cambridge, donde obtuvo el doctorado en filosofía. Ha enseñado filosofía y estudios africanos y afroamericanos en las universidades de Ghana, Cambridge, Duke, Cornell, Yale, Harvard y Princeton, y ha dictado conferencias en numerosas instituciones de los Estados Unidos, Alemania, Ghana y Sudáfrica, así como en la École des Hautes Études en Sciences Sociales en París. Es, desde 2002, miembro del cuerpo docente de la Universidad de Princeton, donde integra el Departamento de Filosofía y el Centro Universitario para los Valores Humanos. Anthony Appiah publicó numerosos estudios culturales y literarios sobre temas africanos y afroamericanos. En 1992, Oxford University Press editó In my father’s house, obra que se ha convertido en un clásico de los estudios culturales y por la que ha recibido el Premio Herskovitz al mejor estudio afroamericano publicado en inglés. Sus investigaciones versan sobre la historia africana y afroamericana, estudios literarios, ética, y filosofía de la mente y del lenguaje. Ha dictado regularmente cursos sobre las religiones tradicionales africanas. Sus principales intereses son, en la actualidad, de doble naturaleza: por una parte, los fundamentos filosóficos del liberalismo y, por otra, las cuestiones de método vinculadas con el conocimiento de los valores.

### Libros
- The Lies That Bind: Rethinking Identity—Creed, Country, Color, Class, Culture. London: Profile Books, 2018 and New York: Liveright Publishing, Profile Books, 2018
- The Honor Code: How Moral Revolutions Happen. New York: W.W. Norton, 2010
- Mi cosmopolitismo, Buenos Aires/Madrid, Katz editores S.A, 2008, ISBN 978-84-96859-37-1 (En coedición con el Centro de Cultura Contemporánea de Barcelona)
- Experiments in Ethics. Cambridge: Harvard University Press, 2008. (Trad. esp.: Experimentos de ética, Buenos Aires/Madrid, Katz editores S.A, 2010, ISBN 978-84-92946-11-2)
- Cosmopolitanism: Ethics in a World of Strangers. New York: W.W. Norton, 2006. (Trad. esp.: Cosmopolitismo. La ética en un mundo de extraños, Buenos Aires/Madrid, Katz editores S.A, 2007, ISBN 978-84-96859-08-1)
- The Ethics of Identity Princeton University Press, 2005. (Trad. esp.: La ética de la identidad, Buenos Aires/Madrid, Katz editores S.A, 2007, ISBN 978-84-935432-4-2)
- Thinking It Through: An Introduction to Contemporary Philosophy. New York: Oxford University Press, 2003.
- Africana: The Concise Desk Reference. edited with H.L. Gates Jr. Philadelphia: Running Press, 2003.
- Kosmopolitische Patriotismus. Frankfurt: Suhrkamp, 2002.
- Bu Me Bé: The Proverbs of the Akan. With Peggy Appiah, and with the assistance of Ivor Agyeman-Duah. Accra: The Center for Intellectual Renewal, 2002.
- Color Conscious: The Political Morality of Race. With Amy Gutman, introduction by David Wilkins. Princeton, NJ: Princeton University Press, 1996.
- In My Father's House: Africa in the Philosophy of Culture. London: Methuen, 1992; New York: Oxford University Press, 1992.
- Necessary Questions: An Introduction to Philosophy. New York: Prentice-Hall/Calmann & King, 1989.
- For Truth in Semantics. Oxford: Blackwell's, 1986.
- Assertion and Conditionals. Cambridge: Cambridge University Press, 1985.

### Novelas
- Another Death in Venice: A Sir Patrick Scott Investigation. London: Constable, 1995.
- Nobody Likes Letitia. London: Constable, 1994.
- Avenging Angel. London: Constable, 1990; New York: St. Martin's Press, 1991.